# Hippodrome des Bruyères (Rouen)
Pour les articles homonymes, voir Hippodrome des Bruyères.
L'hippodrome des Bruyères est un ancien hippodrome situé à Sotteville-lès-Rouen dans le département de Seine-Maritime. L' hippodrome fut ouvert au galop avec une piste en herbe de 1 600 m et au trot avec une piste de 1 500 m en sable avec corde à gauche. 
Cet hippodrome ferme ses portes en 2005, remplacé par l'hippodrome de Rouen-Mauquenchy.
La surface est reconvertie en parc naturel urbain au début des années 2020.

## Historique
Les premières courses à Rouen eurent lieu en 1844 sur le Cours de la Reine à l'instigation de la Société centrale d'agriculture de la Seine-Inférieure. Mais le véritable départ eut lieu en 1861 avec la création de la Société et l'établissement d'un hippodrome aux Bruyères grâce à la Cavalerie de l'Armée.
En 1914, le site est réquisitionné et l'hippodrome devient un camp médical accueillant les soldats britanniques évacués de la Somme puis le St. Louis Hospital de l'armée américaine en 1917.
Pendant la Seconde Guerre mondiale, le terrain fut occupé par des installations militaires qui nécessitèrent de gros travaux de démolition en 1945-1946.
Par suite de la vétusté des tribunes, les courses n'ont pu se dérouler sur l'hippodrome à partir du printemps 1994 et en 1995 et ont été transférées sur divers hippodromes de la Fédération (Chartres, Fontainebleau, Dieppe, etc.).
En 1994, M. Jacques Brion succède à la présidence à M. Perdrix.
En 1996, les courses au galop ont été arrêtées (raison officielle : sécurité).
D'importants travaux sont entrepris en 1996 sur les pistes, les boxes, etc.
Des projets sont à l'étude avec certains notamment envisageant la suppression des courses au galop (effectif en septembre 1996).
En 1997, les projets semblent se préciser avec la construction d’un centre hippique avec hippodrome à Mauquenchy, en pays de Bray, près de Forges-les-Eaux.
Le conseil général de la Seine-Maritime a voté le 9 juin 1998 un budget de 50 millions de francs, auxquels s’ajoutent 10 millions de francs de la SECF pour la construction d’un hippodrome sur les terrains (280 hectares) du Conseil général à Mauquenchy, terrains initialement prévus 10 ans plus tôt pour la construction d’un circuit automobile en remplacement du circuit de Rouen-les-Essarts, projet abandonné avec la disparition de l'écurie Larrousse-Calmels et la construction du circuit de Nevers Magny-Cours.
Il semble que fin 1999 l'ensemble du dossier (adjudications, choix de l'architecte…) soit prêt et que les travaux puissent démarrer début 2000 pour une ouverture de l'hippodrome en septembre 2001.
L'architecte choisi est Alain Amadeo, concepteur de l'hippodrome Marseille Borély.
En novembre 2000, le président Jacques Brion a communiqué que les travaux à Mauquenchy pourraient débuter au printemps 2001, que la piste ferait de 1 300 à 1 400 mètres et qu'un restaurant panoramique de 250 places serait édifié.
Malgré un incendie criminel au printemps 2002, des travaux de réfection permettront la tenue des courses à Rouen en septembre 2002.
Le projet Mauquenchy semble renaître au début de 2003, où le conseil général assurera la maîtrise d'œuvre d'une Cité du cheval avec un hippodrome ultra moderne entièrement tourné vers les trotteurs. Une piste corde à gauche de 1 300 mètres est prévue avec des tribunes et installations très modernes. Le site de Mauquenchy est originellement prévu en 2004, puis est reporté pour finalement ouvrir en 2005.

## Reconversion
Le site de l'hippodrome des Bruyères est voué à devenir un parc urbain. La région a décidé d'installer un parc reprenant le nom de l'hippodrome « Parc des Bruyères ». Prévu à l'origine pour 2012, on doit y trouver un golf compact de 9 trous, un centre équestre et un à deux terrains de sport, et cela dans un cadre environnemental naturel. En 2014, les concertations autour de l'aménagement sont encore en cours.
En mars 2019, le Champ des Bruyères propose sa première newsletter.
Début 2021, un dépliant communique le règlement du parc et diverses informations pratiques.